# Rosina Lhévinne

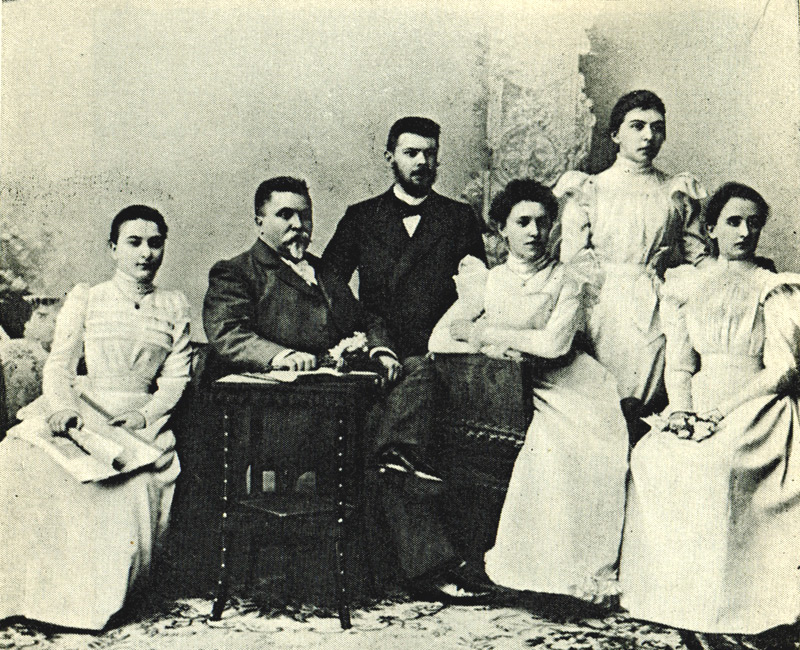
Rosina Lhévinne (esquerda)

Rosina Bessie Lhévinne (29 de Março dew 1880 - 9 de Novembro de 1976) foi uma pianista e pedagoga estadunidense.
Rosina Bessie foi filha de Jacques Bessie, um joalheiro próspero. A jovem Rosina começou a estudar piano aos seis anos de idade com um professor em Moscou, onde sua família e ela tinham se mudado. Quando seu professor ficou doente, um amigo da família sugeriu que ela continuasse seus estudou com um talentoso estudante da Conservatório Imperial de Moscou, que era cinco anos mais velho que Rosina, o talentoso Josef Lhévinne.
Ela mostrou talento e alguns anos depois ela foi admitida no Conservatório, onde, em 1898 ela venceu a Medalha de Ouro em piano. Imediatamente após sua formatura, ela e Josef Lhévinne se casaram. Rosina e Josef apresentaram-se juntos, em um dueto de pianos até a data da morte de Josef. Após a morte dele. Rosina também lecionou, entre seus alunos, encontram-se Van Cliburn, James Levine, John Williams, John Browning, Tong-Il Han, Daniel Pollack, Misha Dichter, Edward Auer entre tantos outros.
Madame Lhevinne continuou a lecionar na Escola Juilliard, onde ela morreu aos noventa e seis anos. 